# Абсолютный чемпионат России по самбо 2012
Абсолютный чемпионат России по самбо 2012 года прошёл в Перми 8 — 11 сентября. В соревнованиях приняли участие 12 спортсменов. Соревнования прошли в спортивном комплексе имени Сухарева.

## Медалисты
| Весовая категория | Золото                 | Серебро                      | Бронза                                 |
| ----------------- | ---------------------- | ---------------------------- | -------------------------------------- |
| Абсолютная        | Адлан Бисултанов Чечня | Вячеслав Рожков Нижний Тагил | Олег Хорпяков Москва Роман Михальченко |